# Netersel
Netersel (Brabants: Nittersel) is een klein landbouwdorpje dat deel uitmaakt van de gemeente Bladel, in de Nederlandse provincie Noord-Brabant, regio de Kempen en is een van de Acht Zaligheden. Het dorp telt 1.080 inwoners.

## Geschiedenis
In het archief van de abdij van Postel is een aantal akten te vinden die betrekking hebben op Netersel. De oudste oorkonde waarin Netersel voor het eerst voorkomt stamt uit 1219. De Priorij van Postel bezat namelijk veel grond in eigendom in de wijde omgeving van Postel. In Netersel richtte de Priorij een pachthoeve in, de Kapelhoeve, die ze tot 1648 kon exploiteren. De hoeve had ongeveer 100 hectare grond in bezit. In de 14de en 15de eeuw kende de Kempen een tijd van duurzame welvaart: de zogenaamde Vlaams-Brabantse Gouden Eeuw. In die tijd werd in Netersel woeste grond ontgonnen, werden er nieuwe hoeven gesticht en er werd een stenen kerk gebouwd. De basis voor deze welvaart was de samenwerking vanwege wederzijds belang tussen de hertogen van Brabant, de regionale en lokale machthebbers en de kerkelijke instellingen. Het platteland leverde graan en wol aan de snel groeiende steden als Antwerpen.
Netersel lag in die tijd aan de verbindingsbaan vanuit Breda naar Bladel en verder de steden Maastricht, Aken en Keulen.
In Netersel werden in de 19e en 20e eeuw regelmatig grote stukken baksteen en tufsteen opgegraven in de buurt van de huidige pastorie aan De Hoeve. Romantici zoals August Snieders dachten dat deze afkomstig zouden zijn van Pladella Villa. Ook geleerden ondersteunden deze mening. In 1925 werd bewezen dat het om een 13e-eeuws kasteeltje ging, terwijl Pladella Villa in de 10e eeuw bestond.
Sedert de Napoleontische tijd behoorde Netersel tot de gemeente Bladel en Netersel. Sedert de gemeentelijke herindeling van 1997 behoort Netersel tot de fusiegemeente Bladel.

## Bezienswaardigheden
Netersel kent weinig oude huizen, mede omdat de Tweede Wereldoorlog haar tol heeft geëist. Niettemin is het dorp aantrekkelijk en telt een aantal, zij het bescheiden, bezienswaardigheden.
Centraal in het dorp is het Carolus Simplexplein, dat eigenlijk eerder een aaneenschakeling is van een aantal plantsoenen, dan een plein. Het is genoemd naar Karel de Eenvoudige. Hieraan vindt men de bescheiden nering van het dorp, en bovendien:
- De Buntsteker, een bronzen beeldje uit 1994 dat de betreffende man toont vergezeld van zijn karakteristieke werktuigen.
- De muziekkiosk uit 2006, een fraaie moderne kiosk door gezamenlijk initiatief van de bevolking tot stand gekomen.

Verder vindt men te Netersel:
- De parochiekerk van de HH. Antonius van Padua en Brigida is gebouwd in 1950. Het is een eenvoudige bakstenen kerk in traditionalistische stijl, met een vierkante toren waarvan de geledingen en een boogfries enigszins doen denken aan de torens in de Kempense gotiek. Tot 1932 had Netersel enkel de heilige Brigida als patrones maar het Antoniusfonds, met steun waarvan de nieuwe kerk werd gebouwd, stelde als eis dat ook de heilige Antonius van Padua als patroonheilige moest gelden. In 1932 werd de aan beide heiligen gewijde kerk in gebruik genomen, die ontworpen was door de architecten E. Heykants en Van Laarschot. Bij de bevrijding in 1944 werd de kerk zwaar beschadigd, zodat hij niet meer gebruikt kon worden. Er kwam een noodkerk in een school en later in een houten barak. In 1950 kwam dan de nieuwe kerk tot stand waarvan Cees Geenen uit Eindhoven de architect was. Pastoor Van Moorsel was tot tweemaal toe bouwpastoor in het Neterselse, dat in minder dan 20 jaar tijd vier opvolgende kerken heeft gekend.
- De Oude Pastorie aan De Hoeve 32
- Enkele Langgevelboerderijen, zoals die aan De Lei 15

Ook kent Netersel twee Mariakapellen en wel:
- De gedachteniskapel voor Fons van der Heijden, verzetsstrijder 1896-1944, op 20 september, in het zicht van de bevrijding, door de nazi's vermoord. Het is een klein bakstenen gebouwtje uit 1947 met een nis, waarin zich een mooi eenvoudig zandstenen Mariabeeld bevindt en enkele herinneringen van de vrienden uit Frankrijk en Wales.
- Kapel Maria Rosa Mystica, een private kapel in een schuurtje, een soort stilteruimte met een Mariabeeld en voor in de tuin een beeld van Pater Pio.

## Natuur en landschap
Rond de dorpskern liggen weilanden en velden voor landbouw, veeteelt en boomteelt. Ontginningen omstreeks de jaren 50 van de 20e eeuw hebben hier en daar een grootschalig landbouwgebied doen ontstaan. Ten zuiden van Netersel ligt nog een restant van het oude cultuurlandschap. Naar het noordwesten ligt de Neterselse Heide, dat overgaat in de Mispeleindse Heide met het Goorven en De Flaas en uitgestrekte naaldbossen op het grondgebied van de gemeente Reusel-De Mierden.
Ten oosten van Netersel ligt het dal van de Groote Beerze.
Netersel is aangesloten op het wandelnetwerk en het fietsroutenetwerk.

## Cultuur
De in Netersel geboren Wim Hendriks heeft een woordenboek samengesteld onder de titel Nittersels Wóórdenbuukske. Het boek (286 pagina's) behandelt de woordenschat van het dialect van Netersel. Het Kempenlandse dialectgebied strekt zich grofweg uit van Eindhoven tot aan de Mierden en van Oirschot en Best tot aan Borkel en Schaft. Dit komt ongeveer overeen met het Kwartier van Kempenland. Het Nittersels Wóórdenbuukske is niet alleen een verklarend woordenboek, maar put zijn kracht vooral uit de voorbeeldzinnen, die bij iedere ingang worden gegeven. Zij dienen ter illustratie van het levend taalgebruik in Netersel, zoals dat door Hendriks is gesproken en gehoord. Op die manier is het een beschrijving van het dialect dat verder gaat dan een opsommende woordenlijst.
Tot 2016 werd elke eerste zondag van augustus een jaarmarkt gehouden midden in het dorpshart.

## Bekende inwoners
- Fons Spooren (1963), voormalig directeur PSV
- Michelle Couwenberg (1993), kunstschaatsster

## Nabijgelegen kernen
Bladel, Hulsel, Lage Mierde, Westelbeers, Casteren